# Rimae Bürg
Le Rimae Bürg sono una struttura geologica della superficie della Luna.